# East Lindsey
East Lindsey är ett distrikt (motsvarande kommun) i grevskapet Lincolnshire i England, Storbritannien. Distriktet har 144 415 invånare (2022). Större orter är Louth och Skegness. Administrativ huvudort är sedan 2023 Horncastle. Distriktet är indelat i 188 civil parishes. 